# ヒュー・グローヴナー (初代ウェストミンスター公爵)
初代ウェストミンスター公爵ヒュー・ルーパス・グローヴナー（英: Hugh Lupus Grosvenor, 1st Duke of Westminster, KG, PC, JP、1825年10月13日 - 1899年12月22日）は、イギリスの貴族、政治家、馬主。

## 経歴
ベルグレイヴ子爵リチャード・グローヴナー（後の第2代ウェストミンスター侯爵）と、その妻である第2代スタッフォード侯爵ジョージ・ルーソン＝ゴア（後の初代サザーランド公爵）の娘レディ・エリザベス・メアリの間に次男としてチェシャー州チェスターのイートン・ホールで生まれた。
兄は既に夭折しており、出生時から継嗣であった。祖父の第2代グローヴナー伯爵ロバートがウェストミンスター侯爵に叙された1831年から父親が2代侯爵となる1845年までは「ベルグレイヴ子爵（Viscount Belgrave）」の、1845年から自身が襲爵する1869年までは「グローヴナー伯爵（Earl Grosvenor）」の儀礼称号で称された。
イートン校を経てオックスフォード大学ベリオール・カレッジで教育を受ける。1847年にチェスター選挙区から選出されて自由党所属の庶民院議員となった。以降1869年の襲爵まで同選挙区から庶民院議員に選出され続ける。
1869年10月31日に父の死去により第3代ウェストミンスター侯爵位を継承し、貴族院議員に転じた。
1874年2月27日にウェストミンスター公爵に叙された。ヴィクトリア朝においては初代ビーコンズフィールド伯爵ベンジャミン・ディズレーリや第3代ソールズベリー侯爵ロバート・ガスコイン＝セシルも公爵に叙すとの内諭を受けたが、二人は「公爵家の体面を保てる財産がない」として断っている。一方財産に余裕があるヒュー・グローヴナーは公爵位を受けた形であった。
当時、彼はグローヴナー家の私的財産として、ロンドン市内のメイフェア、ベルグラヴィア、ピムリコを抱えるイギリス有数の資産家であった。彼はチェシャーのイートン・ホールを本宅とし、他に例のないほどの金額をかけて再建設させた。彼はまた、当時最も成功した馬主の一人でもあった。
1880年から1885年にかけては第2次グラッドストン内閣において主馬頭を務めた。
1899年12月22日に死去。爵位は孫のヒュー・グローヴナーが継承した。

## 栄典

### 爵位
1869年10月31日に父 リチャード・グローヴナーの死去により、以下の爵位を継承した。
- 第3代ウェストミンスター侯爵 (3rd Marquess of Westminster)
(1831年9月13日の勅許状による連合王国貴族爵位爵位)
- 第4代グローヴナー伯爵 (4th Earl Grosvenor)
(1784年7月5日の勅許状によるグレートブリテン貴族爵位)
- 第4代ベルグレイヴ子爵 (4th Viscount Belgrave)
(1784年7月5日の勅許状によるグレートブリテン貴族爵位)
- チェスター州におけるイートンの第4代グローヴナー男爵 (4th Baron Grosvenor, of Eaton in the County of Chester)
(1761年4月8日の勅許状によるグレートブリテン貴族爵位)
- (イートンの)第10代準男爵 (10th Baronet, styled "of Eaton")
(1622年2月23日の勅許状によるイングランド準男爵)

1874年2月27日に以下の爵位を新規に叙された。
- 初代ウェストミンスター公爵 (1st Duke of Westminster)
(1874年2月27日の勅許状による連合王国貴族爵位)

### 勲章
- 1870年、ガーター勲章(騎士団)ナイト(KG)[3]

### その他
- 1880年、枢密顧問官(PC)[3]

## 競馬
ヒュー・グローヴナーはイートン・スタッドを相続し、馬主であると同様にブリーダーとしても成功をおさめた。彼はエプソム・ダービーの優勝馬ベンドア号、三冠馬オーモンド号、二頭目の三冠馬となったフライングフォックス号を所有していた。生産馬としては他に四冠馬セプター号がいる。
アーサー・コナン・ドイルが、私立探偵シャーロック・ホームズシリーズの短編『白銀号事件』で創作したロス大佐のモデルは、ヒュー・グローヴナーであると信じられている。

## 家族
ウェストミンスターは2度結婚している。最初の妻は第2代サザーランド公爵ジョージ・サザーランド＝ルーソン＝ゴアの五女であるレディ・コンスタンス・ガートルード・サザーランド＝ルーソン＝ゴアで、1852年4月28日にセント・ジェームズ宮殿のチャペル・ロイヤルで結婚した。彼女は母方の従妹にあたる。
- グローヴナー伯爵ヴィクター・アレグザンダー・グローヴナー （1853年 - 1884年） - 第2代ウェストミンスター公爵ヒュー・グローヴナー（英語版）の父。
- レディ・エリザベス・ハリエット・グローヴナー （1928年没） - 第3代オーモンド侯爵ジェームズ・バトラー夫人
- レディ・ベアトリス・コンスタンス・グローヴナー （1911年没） - 第3代チェサム男爵チャールズ・キャヴェンディッシュ（英語版）夫人。
- アーサー・ヒュー・グローヴナー卿 （1860年 – 1929年） - 陸軍中佐。
- ヘンリー・ジョージ・グローヴナー卿 （1861年 – 1914年） - 第3代ウェストミンスター公爵ウィリアム・グローヴナー（英語版）の父。
- ロバート・エドワード・グローヴナー卿 （1869年 – 1888年）
- レディ・マーガレット・イヴリン・グローヴナー（英語版） （1873年 – 1929年） - 初代ケンブリッジ侯爵アドルファス・ケンブリッジ夫人
- ジェラルド・リチャード・グローヴナー卿 （1874年 – 1940年） - Captain[訳語疑問点]

コンスタンスと死別した後、第2代チェサム男爵ウィリアム・キャヴェンディッシュの三女であるオナラブル・キャサリン・キャロライン・キャヴェンディッシュと1882年7月19日にノーフォーク州のホーカム・ホールで結婚した。
- レディ・メアリ・キャヴェンディッシュ・グローヴナー （1883年 – 1959年） - 初めクリントン子爵ヘンリー・クリントン夫人、後にアルジャーノン・フランシス・スタンリー夫人
- ヒュー・ウィリアム・グローヴナー卿（英語版） （1884年 – 1914年） - 第4代ウェストミンスター公爵ジェラルド・グローヴナー（英語版）と第5代ウェストミンスター公爵ロバート・グローヴナー（英語版）の父。
- レディ・ヘレン・フランセス・グローヴナー （1888年 – 1970年） - ヘンリー・シーモア卿夫人。
- エドワード・アーサー・グローヴナー卿 （1892年 – 1929年）